# Deutsches Salzmuseum

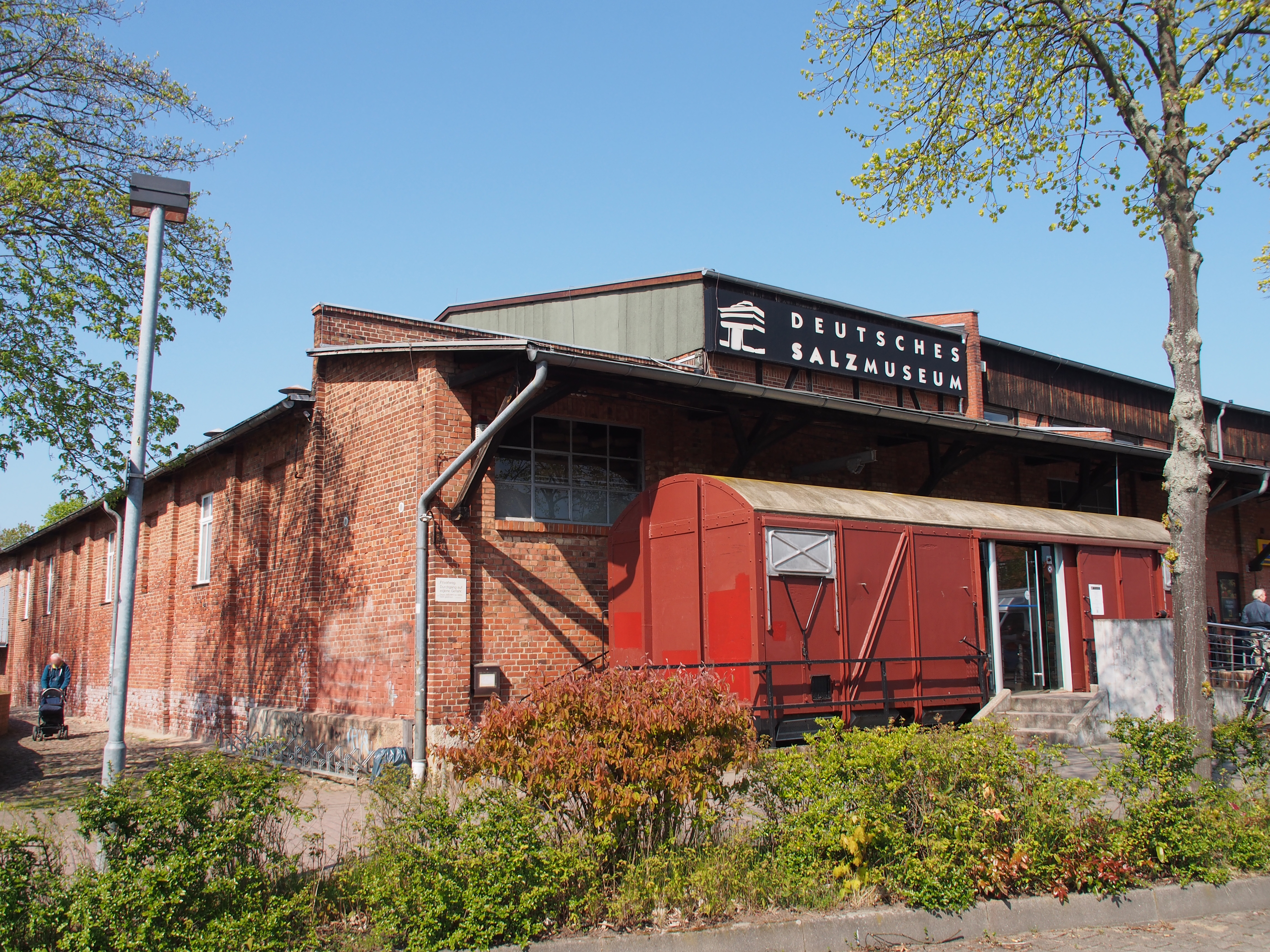
Siedehaus, Eingang zum Deutschen Salzmuseum durch den Güterwagen

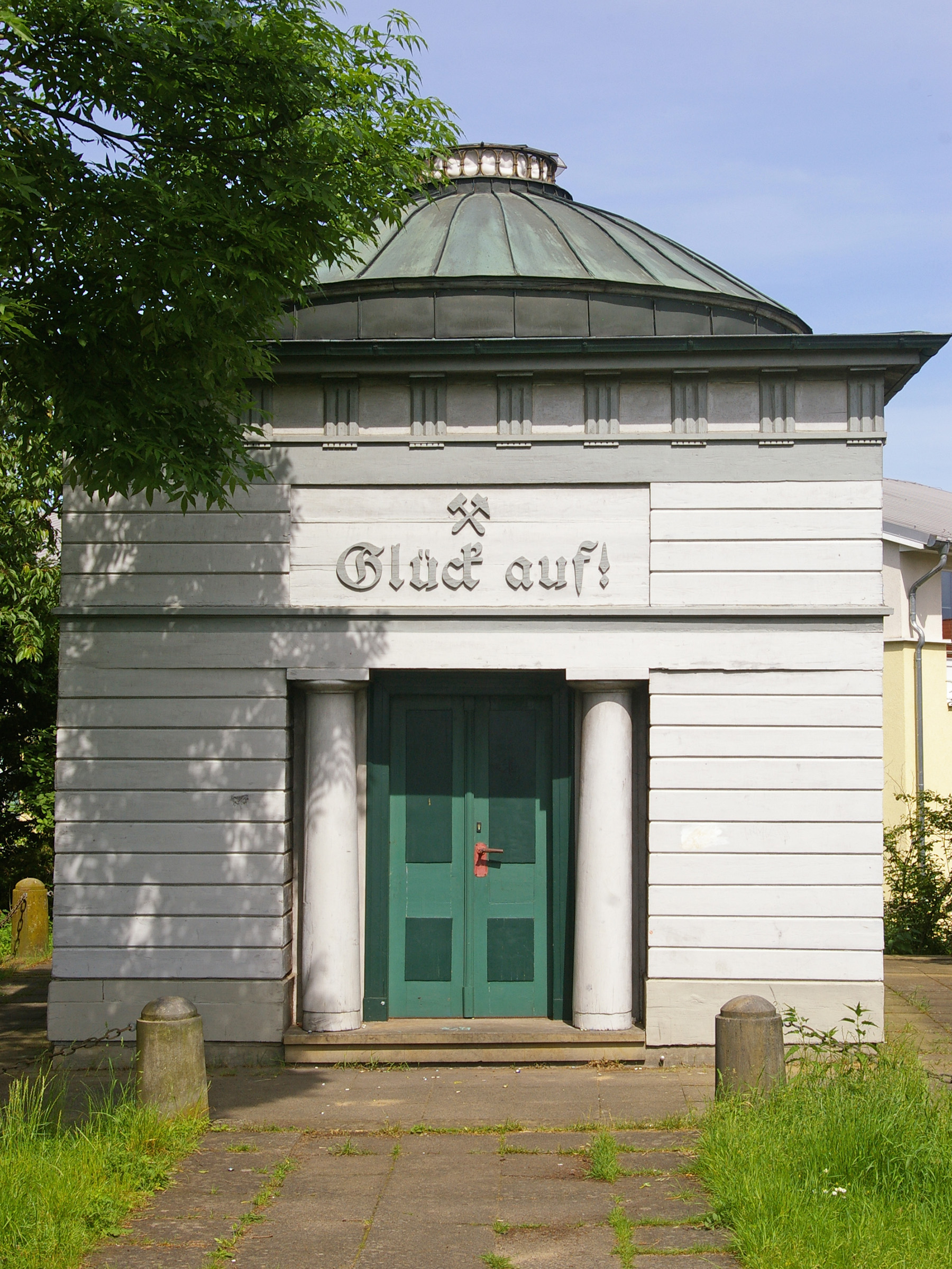
Brunnenhaus der Lüneburger Saline

Das Deutsche Salzmuseum / Industriedenkmal Saline Lüneburg in Lüneburg entstand am Ort der alten Produktionsstätten der Lüneburger Saline nach deren Stilllegung im Jahre 1980.

## Geschichte
Das Industriedenkmal Saline Lüneburg umfasst das 1923 bis 1925 erbaute und bis 1980 betriebene Siedehaus, zwei südlich des Siedehauses auf einem Rest der Stadtumwallung errichtete Solebehälter des frühen 19. Jahrhunderts, den von einem westlicheren Standort an die südliche Seite des Walls translozierten Eselstall, der ursprünglich zu der mit der Saline verbundenen chemischen Fabrik gehörte und in seinem älteren Teil wohl 1852 errichtet wurde, sowie das 1832 von Friedrich Heinrich Laves über dem Soleschacht errichtete Brunnenhaus.

## Ausstellungen
Als Museum genutzt werden ein Teil des Siedehauses (Dauerausstellung) sowie der Eselstall (Sonderausstellungen). Das Museum stellt die Geschichte der Saline Lüneburg als ältestem und einstmals größtem Industriebetrieb Mitteleuropas dar.
Die Dauerausstellung ist in vier Ausstellungsbereiche gegliedert:
- Salz allgemein
- Mittelalter und frühe Neuzeit
- 19. Jahrhundert
- 20. Jahrhundert

In einem nachgebauten Teil einer mittelalterlichen Siedehütte finden Vorführungen der mittelalterlichen Salzgewinnung statt. Mitarbeiter des Salzmuseum zeigen in historischer Kleidung den Salzsiedeprozess an mit Holz befeuerten bleiernen Salzsiedepfannen.

## Auszeichnung
- 1991: Museumspreis des Europarates